# Porgy and Bess (álbum de Miles Davis)
Porgy and Bess é um álbum de Miles Davis.

## Faixas
- Todas as canções escritas por George Gershwin, exceto as indicadas; Ira Gershwin e DuBose Heyward escreveram letras para a ópera Porgy and Bess, mas essas gravações são instrumentais.

Lado A
| N.º | Título                                       | Duração |  |
| 1.  | "The Buzzard Song" (G. Gershwin)             | 4:07    |  |
| 2.  | "Bess, You Is My Woman Now" (G. Gershwin)    | 5:10    |  |
| 3.  | "Gone" (Gil Evans)                           | 3:37    |  |
| 4.  | "Gone, Gone, Gone" (G. Gershwin)             | 2:03    |  |
| 5.  | "Summertime" (G. Gershwin)                   | 3:17    |  |
| 6.  | "Oh Bess, Oh Where's My Bess?" (G. Gershwin) | 4:18    |  |

Lado B
| N.º | Título                                                           | Duração |  |
| 1.  | "Prayer (Oh Doctor Jesus)" (G. Gershwin)                         | 4:39    |  |
| 2.  | "Fisherman, Strawberry and Devil Crab" (G. Gershwin)             | 4:06    |  |
| 3.  | "My Man's Gone Now" (G. Gershwin)                                | 6:14    |  |
| 4.  | "It Ain't Necessarily So" (G. Gershwin)                          | 4:23    |  |
| 5.  | "Here Come De Honey Man" (G. Gershwin)                           | 1:18    |  |
| 6.  | "I Wants to Stay Here (a.k.a. I Loves You, Porgy)" (G. Gershwin) | 3:39    |  |
| 7.  | "There's a Boat That's Leaving Soon for New York" (G. Gershwin)  | 3:23    |  |

### Faixa bônus
As faixas seguintes foram incluídas no álbum de 1997.
| N.º | Título                                                      | Duração |  |
| 1.  | "I Loves You, Porgy (take 1, second version)" (G. Gershwin) | 4:14    |  |
| 2.  | "Gone (take 4)" (Gil Evans)                                 | 3:40    |  |

## Recepção
| Críticas profissionais | Críticas profissionais |
| Avaliações da crítica  | Avaliações da crítica  |
| Fonte                  | Avaliação              |
| ---------------------- | ---------------------- |
| Allmusic               | [ 2 ]                  |
| Penguin Guide to Jazz  | [ 3 ]                  |
| Rolling Stone          | [ 4 ]                  |
| Virgin Encyclopedia    | [ 5 ]                  |